# Batcze (przystanek kolejowy)
Batcze (biał. Батча, ros. Батча) – przystanek kolejowy w miejscowości Kantynowo, w rejonie żabineckim, w obwodzie brzeskim, na Białorusi. Leży na linii Homel - Łuniniec - Żabinka.
Nazwa przystanku pochodzi od pobliskiej miejscowości Batcze.